# Oshkosh M-ATV
Oshkosh M-ATV — середній бойовий тактичний позадорожній панцирний автомобіль (англ. Mine Resistant Ambush Protected All-Terrain Vehicle (M-ATV)). На основі досвіду війни в Афганістані та війни в Іраку розроблений компанією Oshkosh Corporation згідно з програмою Міністерства оборони США із захистом класу MRAP (англ. Mine Resistant Ambush Protected) для заміни M1114 HMMWV.

## Історія

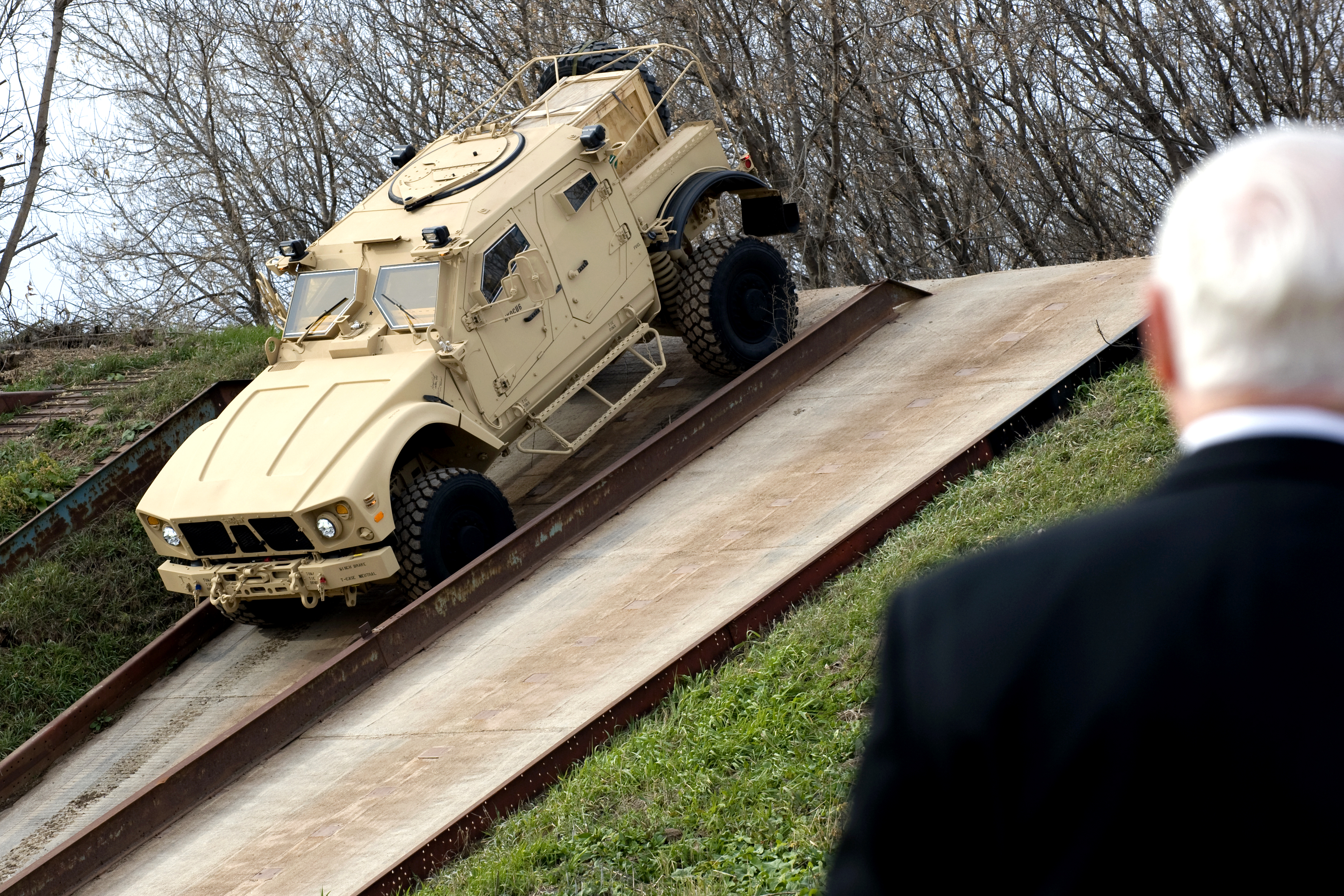
Демонстрація можливостей Oshkosh M-ATV. 2009

В ході війни в Афганістані через широке використання замаскованих мін, засідок виникла потреба підвищення стійкості транспортних засобів до наземних мін, стрілецької зброї (7,62 мм), гранатометів, саморобних вибухових пристроїв. Oshkosh M-ATV був одним із 5 автомобілів, допущених до конкурсу у програмі MRAP, і який 30 червня 2009 став її переможцем завдяки найкращій живучості, наявним виробничим потужностям компанії і ціні, отримавши перше замовлення на 2244 машини. У жовтні 2009 перші M-ATV надійшли на озброєння армії США. Згідно з угодою вартістю 2,760 млрд доларів до кінця 2010 компанія повинна була поставити 5219 машин вартістю близько 470 000 доларів. 2598 автомобілів призначались для армії США та 1565 для Корпусу морської піхоти США. Згідно з додатковими угодами на вересень 2010 виробили 8700 M-ATV. Згідно з останньою оборонною програмою армія США буде утримувати 5600 машин, над модернізацією мобільності, захисту яких працює компанія Oshkosh.

### Конструкція

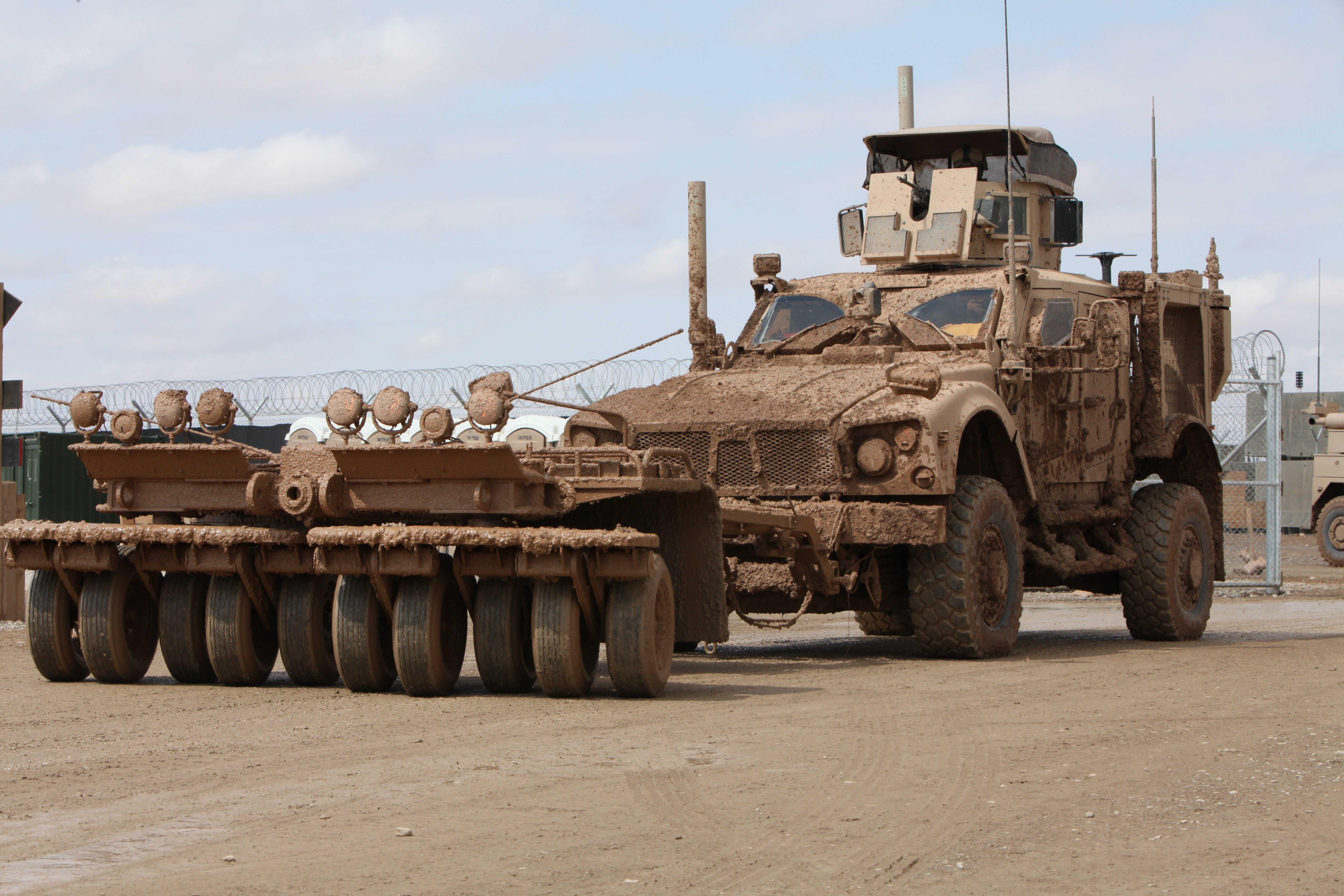
На чолі конвою

Перші автомобілі із захистом MRAP Cougar, MaxxPro мали великі габарити, що ускладнювало їх рух на гірських дорогах з ґрунтовим покриттям. Oshkosh M-ATV вагою 11 т розробили на шасі середньої вантажівки MTVR вагою 20 т із аналогічним захистом стандарту STANAG 4569 рівня 4a — вибух під колесом 10 кг ТНТ, але з більшою мобільністю.
На автомобілі M-ATV застосовано шасі захищеної від мін середньої вантажівки MTVR із інтелектуальною незалежною підвіскою TAK-4i™ власної розробки і виготовлення та броньований кузов, розроблений для компаній Northrop Grumman&Oshkosh Trucks (у рамках програми JLTV) ізраїльською компанією Plasan, яка функціонує у США. V-подібне днище корпусу захищає екіпаж від вибухів. Навіть із 2 пробитими колесами M-ATV здатен проїхати 50 км із швидкістю 50 км/год. З пробитою системою охолодження двигуна, гідравлічною системою, витіканням моторної оливи здатен проїхати, принаймні, 1 км. На змінній турелі у даху можна встановлювати 7,62-мм кулемет M240, 40-мм гранатомет Mk 19, 12,7-мм кулемет Browning M2, протитанкові керовані ракети MILAN або BGM-71 TOW. Управління зброєю може вестись дистанційно за допомогою системи CROWS. Крім того, M-ATV обладнано системою вентиляції, кондиціювання, антиблокувальною системою гальм, контролем тяги і квадроциклом у задній частині кузова.
У 2013-у було оголошено про інтегрування Oshkosh M-ATV до системи TerraMax задля створення наземної безпілотної системи транспортних засобів, здатних самостійно проходити по заданому маршруту.

## Оператори

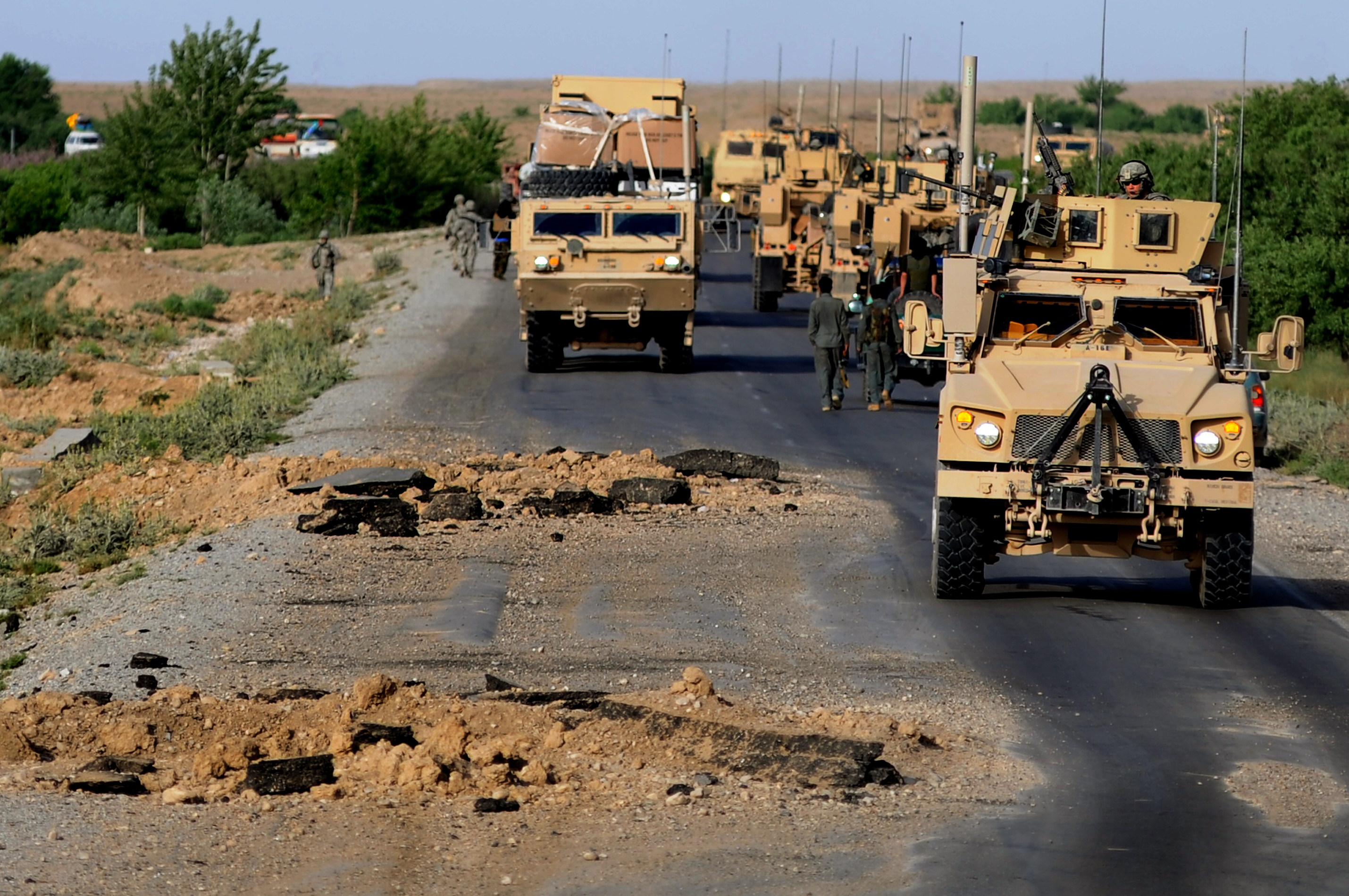
Замінована дорога. 2010

У ході операції в Афганістані Oshkosh M-ATV були надані контингентам країн-учасників: Хорватії 161 (квітень 2014), Угорщині, Польщі, Румунії, 750 Об'єднаним Арабським Еміратам (липень 2012), Саудівській Аравії (вересень 2013).

### Україна
Попри відсутність офіційних повідомлень з цього приводу, в березні 2023 року певна кількість (до 40 одиниць) машин була помічена в Україні. Імовірно, вони були передані як військова допомога.
- 37-ма окрема бригада морської піхоти[5]